# Störmer (cràter)
Störmer és un cràter d'impacte pertanyent a la cara oculta de la Lluna. Es troba en la part nord de la superfície lunar, al sud-est del cràter Olivier i al nord de van Rhijn.

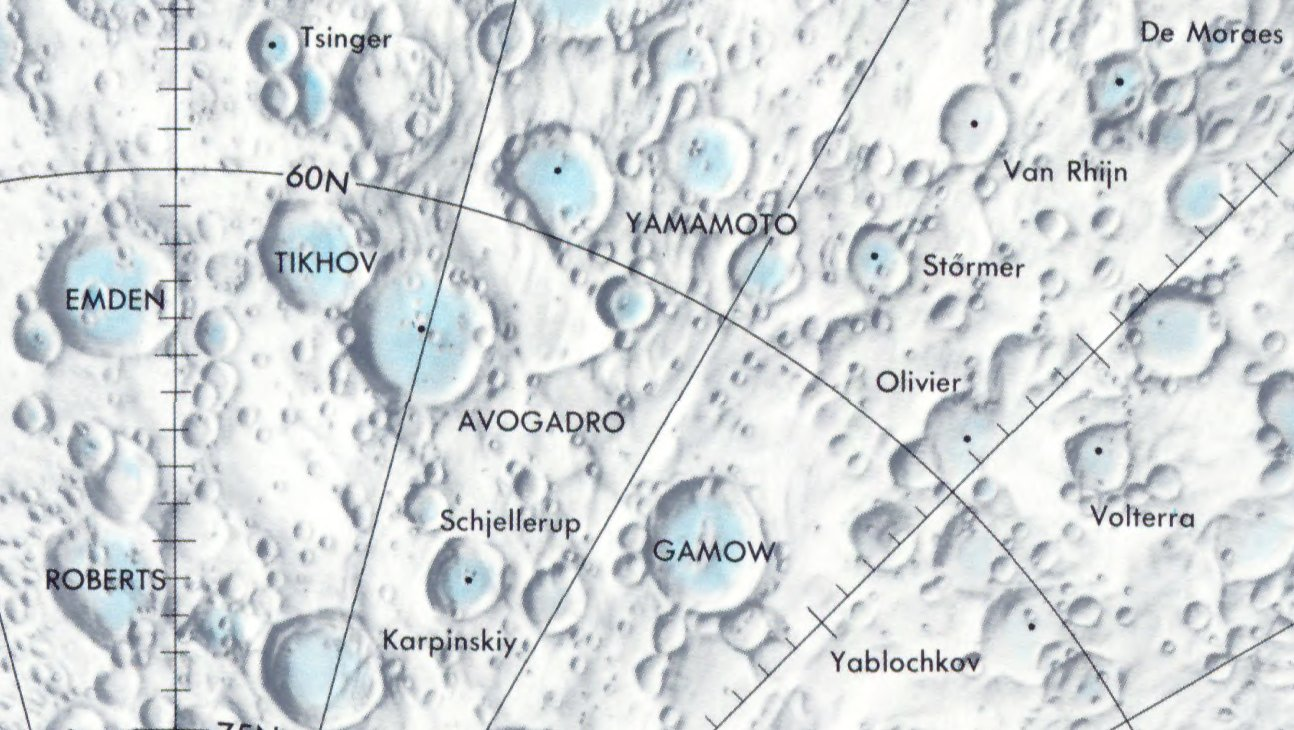
Localització d'Störmer (quadrant superior dret de la imatge)

És una formació relativament recent, amb un relleu que no ha rebut una quantitat significativa de desgast o erosió deguda a impactes posteriors. La vora del brocal està clarament definit, i la paret interior apareix aterrazada en el seu costat nord-oest. El sòl interior és relativament pla, amb una formació de doble bec en el punt mitjà.
El cràter satèl·lit Störmer P està unit a l'exterior de la vora del cràter principal en el seu costat sud-oest.
Deu el seu nom a Carl Størmer, un matemàtic noruec i investigador de les aurores polars.

## Cràters satèl·lit

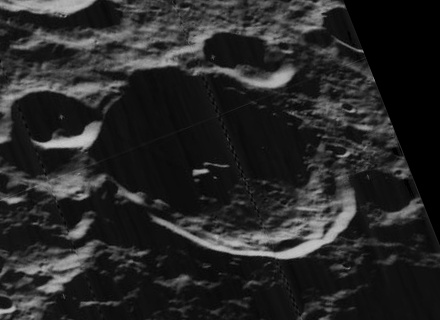
Imatge obliqua de la missió Lunar Orbiter 5

Per convenció aquests elements són identificats en els mapes lunars posant la lletra en el costat del punt central del cràter que està més proper a Störmer.
|         | \| Störmer \| Coordenades \| Diàmetre \| \| ------- \| -------------------------------------- \| -------- \| \| C \| 58° 18′ N, 150° 36′ E / 58.3°N,150.6°E \| 61 km \| \| H \| 54° 48′ N, 150° 12′ E / 54.8°N,150.2°E \| 32 km \| \| P \| 56° 06′ N, 145° 18′ E / 56.1°N,145.3°E \| 22 km \| \| T \| 56° 48′ N, 141° 42′ E / 56.8°N,141.7°E \| 27 km \| \| Y \| 60° 18′ N, 144° 48′ E / 60.3°N,144.8°E \| 26 km \| |          |
| Störmer | Coordenades | Diàmetre |
| C       | 58° 18′ N, 150° 36′ E / 58.3°N,150.6°E | 61 km    |
| H       | 54° 48′ N, 150° 12′ E / 54.8°N,150.2°E | 32 km    |
| P       | 56° 06′ N, 145° 18′ E / 56.1°N,145.3°E | 22 km    |
| T       | 56° 48′ N, 141° 42′ E / 56.8°N,141.7°E | 27 km    |
| Y       | 60° 18′ N, 144° 48′ E / 60.3°N,144.8°E | 26 km    |